# Logan (góra)
Logan (ang. Mount Logan, fr. Mont Logan) – masyw górski w Ameryce Północnej o wysokości 5966 m n.p.m. Jest położony w Kordylierach, w paśmie górskim Świętego Eliasza, w zachodniej części Kanady na terytorium Jukonu, niedaleko granicy z Alaską, na terenie Parku Narodowego Kluane. Jest najwyższą górą w Kanadzie i drugim pod względem wysokości, po Mount McKinley (Denali), szczytem górskim w Ameryce Północnej.

## Geologia

Mount Logan w widoku 3D

Logan zbudowany jest ze skał krystalicznych. Tworzy potężny masyw górski i jest największą (w sensie wymiarów całego masywu) niewulkaniczną górą świata – długość 40 kilometrów, a wraz z otaczającymi go lodowcami zajmuje obszar wielkości Szwajcarii i u swej podstawy ma największy obwód ze wszystkich gór na całej Ziemi. Samo plateau szczytowe rozciąga się na 17 kilometrów.
Szczyt charakteryzuje się silnym zlodowaceniem, pokrywają go wielkie lodowce: Logan, Seward, Hubbarda i inne.
W okolicy i na górze Logan notuje się ekstremalnie niskie temperatury. 26 maja 1991 roku zaobserwowano rekordowo niską temperaturę: –77,5 °C, najniższą zanotowaną poza terytorium Antarktydy. Ze względu na to że zmierzono ją na dużej wysokości, nie jest liczona jako najniższa temperatura kontynentu północno-amerykańskiego.
Na skutek okolicznej aktywności tektonicznej, masyw Logan stale ulega wypiętrzeniu i jego wysokość ulega zmianom. Przed 1992 rokiem, dokładna wysokość góry Logan była nieznana, różne pomiary oceniały ją na 5949 metrów do 6050 metrów n.p.m. W maju 1992 roku, kanadyjska wyprawa geologiczna zdobyła szczyt i precyzyjnie ustaliła wysokość góry za pomocą systemu nawigacji satelitarnej GPS na 5959 m n.p.m. Z kolei w roku 2008 amerykański geolog Sandy Zirknald przy pomocy bardzo precyzyjnej aparatury laserowej ustalił, że góra mierzy 5966 metrów n.p.m. Najbardziej prawdopodobną przyczyną zwiększenia wysokości góry może być gruba pokrywa lodowa na wierzchołku góry.
Wysokość względna góry (liczona od jej podstawy) jest bardzo duża (co jest bardzo charakterystyczne dla wielkich gór Alaski i północnej Kanady) i wynosi około 4800 metrów.
Do masywu Logan wlicza się wszystkie otaczające szczyty o wysokości względnej poniżej 500 metrów. Wysokość bezwzględna 11 z nich przekracza 5000 m. Lista szczytów poniżej została ujęta w tabelę:
| szczyt     | wysokość | szerokość (N) | długość (W) |
| ---------- | -------- | ------------- | ----------- |
| Logan      | 5966     | 60°34′02″     | 140°24′10″  |
| Philippe   | 5925     | 60°34′45″     | 140°25′56″  |
| Stuart     | 5900     | 60°34′32″     | 140°21′55″  |
| Houston    | 5720     | 60°35′06″     | 140°27′13″  |
| Prospector | 5644     | 60°35′58″     | 140°30′40"  |
| AINA       | 5630     | 60°36′31″     | 140°31′48″  |
| Russell    | 5570     | 60°35′35″     | 140°28′02″  |
| Tudor Peak | 5559     | 60°36′59″     | 140°25′56″  |
| Saxon      | 5490     | 60°36′59″     | 140°29′28″  |
| Queen      | 5380     | 60°36′33″     | 140°35′12″  |
| Capet      | 5280     | 60°38′15″     | 140°32′41″  |
| Catenary   | 4097     | 60°36′36″     | 140°17′52″  |
| Teddy      | 3956     | 60°32′37″     | 140°28′41″  |

## Nazwa
Góra została nazwana na cześć sir Williama Edmonda Logana, kanadyjskiego geologa, założyciela i długoletniego dyrektora Geologicznej Służby Kanady (ang. Geological Survey of Canada, GSC).
Po śmierci byłego premiera Kanady Pierre’a Trudeau we wrześniu 2000 roku, premier Jean Chrétien, bliski przyjaciel Trudeau, w październiku 2000 roku zaproponował zmianę nazwę góry na Mount Trudeau. Jednakże z powodu sprzeciwu ze strony mieszkańców Jukonu, alpinistów, geologów, politycznych oponentów i wielu innych Kanadyjczyków Chrétien jeszcze w tym samym miesiącu wycofał się z propozycji przemianowania szczytu. Kilka lat później Pierre’a Trudeau upamiętniono nazwą innej góry na obszarze Kanady: w 2006 roku na jego cześć nazwano górę Mount Pierre Elliott Trudeau w paśmie Premier Range, będącym częścią pasma Cariboo Mountains w prowincji Kolumbia Brytyjska.

## Pierwsze zdobycie
Logan po raz pierwszy został zdobyty 23 czerwca 1925 roku przez międzynarodową, kanadyjsko-brytyjsko-amerykańską wyprawę alpinistyczną, w skład której wchodzili: A.H. MacCarthy, H.F. Lambart, A. Carpé, W.W. Foster, N.H. Read i A. Taylor.